# Da Vinci Claude
Da Vinci Claude è l'unico singolo di Chapitre 7, album di MC Solaar.

## Testo
Da Vinci Claude fa riferimento al famoso libro di Dan Brown, Il codice da Vinci uscito nel 2003.